# El casamiento
El casamiento (título original en inglés, The Marriage) es una ópera cómica en dos actos con música de Bohuslav Martinů y libreto del propio compositor, basado en la obra de teatro homónima de Nikolái Gógol. La ópera fue un encargo de la televisión NBC, y el NBC Opera Theatre interpretó el estreno mundial de la obra en su programa de televisión NBC TV Opera Theatre para una retransmisión nacional en los Estados Unidos el 2 de julio de 1953. La ópera ha sido posteriormente adaptada para el escenario, estrenándose en una producción teatral en vivo el 31 de marzo de 1954, en la Ópera del Estado de Hamburgo, Alemania, donde fue dirigida por Horst Stein. Una versión revisada de a ópera se estrenó por el Teatro Bonn el 21 de septiembre de 1989 con Udo Zimmermann dirigiendo.

## Personajes
| Personaje                                        | Tesitura      | Reparto del estreno, 2 de julio de 1953 (Director: Peter Herman Adler) |
| ------------------------------------------------ | ------------- | ---------------------------------------------------------------------- |
| Podkolyosin, un oficial gubernamental y solterón | barítono      | Donald Gramm                                                           |
| Agafya, hija de un comerciante y solterona       | soprano       | Sonia Stollin                                                          |
| Kokhkaryov, amigo de Podkolyosin                 | tenor         | Michael Pollock                                                        |
| Fyokla Ivanovna, una casamentera                 | mezzosoprano  | Winifred Heidt                                                         |
| Arina, tía de Agafya                             | contralto     | Ruth Kobart                                                            |
| Ivan, un oficial gubernamental                   | bajo          | Lloyd Harris                                                           |
| Anuchkin, un oficial del ejército retirado       | tenor         | Andrew McKinley                                                        |
| Zhevakin, un oficial de la Armada retirado       | tenor         | Robert Holland                                                         |
| Stepan, criado de Podkolyosin                    | papel hablado | Leon Lishner                                                           |
| Dunyashka, doncella de Agafya y Arina            | papel hablado | Anne Pitoniak                                                          |

## Grabación
Václav Nosek dirigiendo la Orquesta de la Ópera Janáček de Brno, Supraphon SU-33792.